# Sagawa Shiga FC
Der Sagawa Shiga Football Club (japanisch 佐川急便滋賀フットボールクラブ) war ein japanischer Fußballverein aus Moriyama, der in der Japan Football League antrat.

## Geschichte
Der Klub entstand aus dem Zusammenschluss von Sagawa Express Tōkyō SC und Sagawa Express Ōsaka SC, die sich beide in Besitz des Transport- und Logistikunternehmens Sagawa Express befanden. Der Klub übernahm unter dem Namen Sagawa Express Soccer Club den Ligaplatz von Sagawa Express Tōkyō SC in der viertklassigen Japan Football League. Der Klub gewann im ersten Jahr seines Bestehens die Meisterschaft in der Spielzeit 2007, hatte sich aber nicht um eine Mitgliedschaft in der J. League beworben und stieg somit nicht auf. Nach einem zwölften Tabellenplatz in der folgenden Spielzeit, zu der der Klub erstmals als Sagawa Shiga FC antrat, gehörte die Mannschaft in den folgenden Jahren zu den dominierenden Mannschaften der Spielklasse und gewann am Ende der Spielzeiten 2009 und 2011 jeweils erneut die Meisterschaft. Nach Abschluss der Spielzeit 2012 zog sich der Klub aus dem Ligabetrieb zurück, setzte aber die Jugendarbeit fort.

## Erfolge
- Japan Football League: 2007, 2009, 2011

## Stadion
Der Verein trug seine Heimspiele im Sagawa Express Moriyama Stadium in Moriyama aus. Das Stadion hat ein Fassungsvermögen von 1000 Personen.

## Saisonplatzierung
| Saison | Liga                  | Platz    | Kaiserpokal |
| ------ | --------------------- | -------- | ----------- |
| 2007   | Japan Football League | 1. Platz |             |
| 2008   | Japan Football League | 12.      | 1. Runde    |
| 2009   | Japan Football League | 1. Platz | 2. Runde    |
| 2010   | Japan Football League | 2.       | 2. Runde    |
| 2011   | Japan Football League | 1. Platz | 2. Runde    |
| 2012   | Japan Football League | 3.       | 3. Runde    |

## Trainerchronik
| Trainer            | Nation | von             | bis                |
| ------------------ | ------ | --------------- | ------------------ |
| Masafumi Nakaguchi | Japan  | 1. Februar 2007 | 31. Januar 2008    |
| Nobutaka Tanaka    | Japan  | 1. Februar 2008 | 30. September 2008 |
| Masafumi Nakaguchi | Japan  | 1. Oktober 2008 | 31. Januar 2013    |